# Castianeira flebilis
Castianeira flebilis is een spinnensoort uit de familie van de loopspinnen (Corinnidae).
De wetenschappelijke naam van de soort werd in 1898 gepubliceerd door Octavius Pickard-Cambridge.